# Charles Band
Charles Robert Band (n. 27 decembrie 1951, Los Angeles, California, SUA) este un producător de film și regizor american, cel mai cunoscut pentru munca sa la filme cu buget redus de comedie SF și/sau de groază. Cele mai faimoase filme ale sale sunt cele din franciza Puppet Master și seria Subspecies, care au fost produse de compania pe care a fondat-o în 1989, Full Moon Features. Este fiul lui Albert Band. Charles este tatăl cântărețului Alex Band.

## Biografie
Tatăl său, Albert Band, a fost de asemenea regizor și producător de film. Charles Band a debutat regizoral în 1973 cu filmul Last Foxtrot in Burbank, pe care l-a regizat și produs sub pseudonimul Carlo Bokino. Fratele său Richard Band este compozitor de film. Cei doi au lucrat împreună de mai multe ori.
Printre cele mai cunoscute filme pe care le-a produs ca producător (executiv) se numără Puppet Master, Subspecies și seria de filme Trancers. A lucrat la peste 290 de producții. Un cameraman cu care a lucrat frecvent în anii 1990 a fost Adolfo Bartoli. O colaborare care continuă până în prezent este aceea cu cameramanul Howard Wexler. Regizorii ale căror producții le-a realizat frecvent Charles Band sunt, de exemplu, Ted Nicolaou și David DeCoteau.
În 1983 a fondat compania de producție Empire International Pictures ca răspuns la nemulțumirea modului în care filmele sale au fost distribuite de alte companii de filme în timp ce a produs filme sub sigla Charles Band International Productions. Compania a produs și distribuit o serie de lungmetraje de groază și fantastice cu buget redus, inclusiv Trancers și The Dungeonmaster. Printre filmele remarcabile ale companiei Empire se numără Re-Animator, From Beyond, Trancers, Dolls, TerrorVision, Prison, Troll și Ghoulies. Primul succes la box-office al companiei Empire a fost la începutul anului 1985 odată cu lansarea filmului Ghoulies. Având suficienți bani, Band a cumpărat Castello di Giove, un castel din secolul al XII-lea situat în Giove, Italia. Intenția sa a fost de a folosi castelul ca bază europeană de operațiuni și ca loc de filmări. În această perioadă, Band a cumpărat, de asemenea, Dino de Laurentiis Cinematografica, studioul fondat de Dino De Laurentiis în 1946, pentru o presupusă valoare de 20.000.000 de dolari americani. Empire Pictures a dat faliment în 1989 din cauza problemelor financiare și a obligațiilor pe termen lung față de Crédit Lyonnais. 
În toamna anului 1988, Band a format o altă companie, la Los Angeles, California, Full Moon Entertainment, specializată de asemenea în filme de groază și fantastice. Studioul a produs și distribuit filme (sau serii de film) ca Arcade, Killjoy, Demonic Toys, Doctor Mordrid, Dragonworld, Hruba și pendulul, Prehysteria!, The Dead Hate the Living!, Groom Lake, Seedpeople, The Gingerdead Man.
În 1986, Band a primit Premiul Memorial George Pal într-o ceremonie organizată în cadrul Premiilor Saturn.

## Filme regizate
- Last Foxtrot in Burbank (1973)
- Crash! (1977)
- Parasite (1982)
- Metalstorm: The Destruction of Jared-Syn (1983)
- The Alchemist (1984)
- Trancers (1985)
- Pulse Pounders (1988)
- Meridian: Kiss of the Beast (1990)
- Crash and Burn (1990)
- Trancers II (1991)
- Doctor Mordrid (1992)
- Prehysteria! (1993)
- Dollman vs. Demonic Toys (1993)
- Head of the Family (1996)
- Mystery Monsters (1997)
- Hideous! (1997)
- The Creeps (1997)
- Blood Dolls (1999)
- Dr. Moreau's House of Pain (2004)
- Puppet Master: The Legacy (2004)
- Decadent Evil (2005)
- Doll Graveyard (2005)
- The Gingerdead Man (2005)
- Evil Bong (2006)
- Dead Man's Hand (2007)
- Decadent Evil II (2007)
- Evil Bong 2: King Bong (2009)
- Skull Heads (2009)
- Evil Bong 3D: The Wrath of Bong (2011)
- Killer Eye: Halloween Haunt (2011)
- Puppet Master X: Axis Rising (2012)